# Кадваладер, Дуглас
Дуглас Поуп Кадваладер (англ. Douglas Pope Cadwalader; 29 января 1884, Иллинойс — 7 февраля 1971, Миннеаполис, Миннесота) — американский гольфист, бронзовый призёр летних Олимпийских игр 1904 года.
На Играх 1904 года в Сент-Луисе Кадваладер участвовал в двух турнирах. В командном он занял 2-е место, но в итоге его команда стала третьей и получила бронзовые награды. В одиночном разряде он занял 11-е место в квалификации, но пройдя в плей-офф, закончил соревнование уже в первом раунде.